# Ottó Kiss
Ottó Kiss [ˈotːoː kiʃ] (* 10. Oktober 1963 in Battonya, Südungarn) ist ein ungarischer Schriftsteller. 

## Leben
Kiss lebt heute in Gyula. Er arbeitete lange Zeit als Redakteur einer Wochenzeitung und schrieb für Tageszeitungen, seit dem Jahre 2000 ist er Mitarbeiter der Literaturzeitschrift Bárka. 1999 machte er mit dem Roman Szövetek (Gewebe) auf sich aufmerksam und ist seitdem in der ungarischen Literatur allgegenwärtig. Zahlreiche seiner Gedichte und Kurzgeschichten wurden ins Englische, Deutsche, Slowakische, Bulgarische und Serbische übersetzt. 2003 wurde sein Buch Csillagszedő Márió (Mario, der Sternsammler) vom ungarischen Schriftstellerverband mit dem Preis Buch des Jahres ausgezeichnet. 

## Werke
- Lopott levegő. Körös Könyvtár, Békéscsaba 1990 (Gedichte, deutsch: Gestohlene Luft)
- Szilveszteri kaland. Mese Art, Békéscsaba 1993 (Erzählungen (Schriften), deutsch: Abenteuer zu Sylvester)
- Visszafelé hull a hó. Tevan, Békéscsaba 1997 (Gedichte für Kinderstimme, deutsch: Wenn der Schnee nach oben fällt)
- Szövetek. JAK-Kijárat, Budapest 1999 (Roman, deutsch: Gewebe)
- Az elmerült kert. Körös Könyvtár, Békéscsaba 2000 (Kurzprosa, deutsch: Der versunkene Garten)
- Csillagszedő Márió. Móra, Budapest 2002 (Gedichte für Kinderstimme, deutsch: Mario, der Sternsammler)
- Angyal és Tsa. Palatinus, Budapest 2003 (Erzählungen, deutsch: Engel & Co.)
- Javrik könyve. Palatinus, Budapest 2004 (Roman, deutsch: Das Buch des Javrik)

auf Deutsch erschienen
- Mario, der Sternsammler. Tagebuch für meine Eltern. Deutsch von Clemens Prinz. Schenk Verlag, Passau 2006.